# Casa Lafont (Amposta)
La casa Lafont és un edifici d'Amposta inclòs a l'Inventari del Patrimoni Arquitectònic de Catalunya.

## Descripció
La portada de la casa Lafont té una llinda corbada a la part inferior, d'uns 2,5-3m d'alçada per 1,5-2m.d'amplada.
L'emmarcament de la porta, és el seu distintiu: fet de diferents peces de pedra picada amb dos elements ornamentals de lleuger relleu i la pedra picada. Al centre de la llinda hi ha una clau amb la data de reconstrucció de la façana (1920) així com les inicials "D.L." del propietari, tot esculpit en baix relleu i voltat per alguns motius de caràcter vegetal; a més, aquest marc de la porta té un altre emmarcament fet de maó i recobert d'arrebossat amb tonalitats granat.

## Història
L'edifici fou construït per a Domènec Lafont Gil -de la família dita dels "alcaldessos"-, batlle d'Amposta, durant els anys de les guerres carlines. Com que es dedicaven a la fusteria, empraven aquesta casa com a magatzem per després baixar la fusta al riu per la part del darrere de l'edifici.
L'any 1920, el Sr. Domènec Lafont Rosales va modificar la façana i part de l'interior: la porta principal es va aprofitar per a la casa del costat esquerre -també propietat del Sr. Lafont-, i es va construir la porta que ens interessa.